# Zemtsov
Zemtsov (en rus: Земцов) és un poble (un khútor) de l'óblast de Rostov, a Rússia, que en el cens del 2010 tenia 636 habitants, és la seu administrativa del districte homònim.